# Mont Mbapit
Le mont Mbapit est un volcan du Cameroun qui culmine à près de 2 000 m d'altitude dans la région de l'Ouest, en pays Bamoun, entre Foumbot et  Foumban. Son lac de cratère est une destination touristique prisée,.

## Géographie

### Géologie
Le mont Mbapit est réputé avoir autrefois versé des laves noires sur la plaine alentour.

### Faune et flore

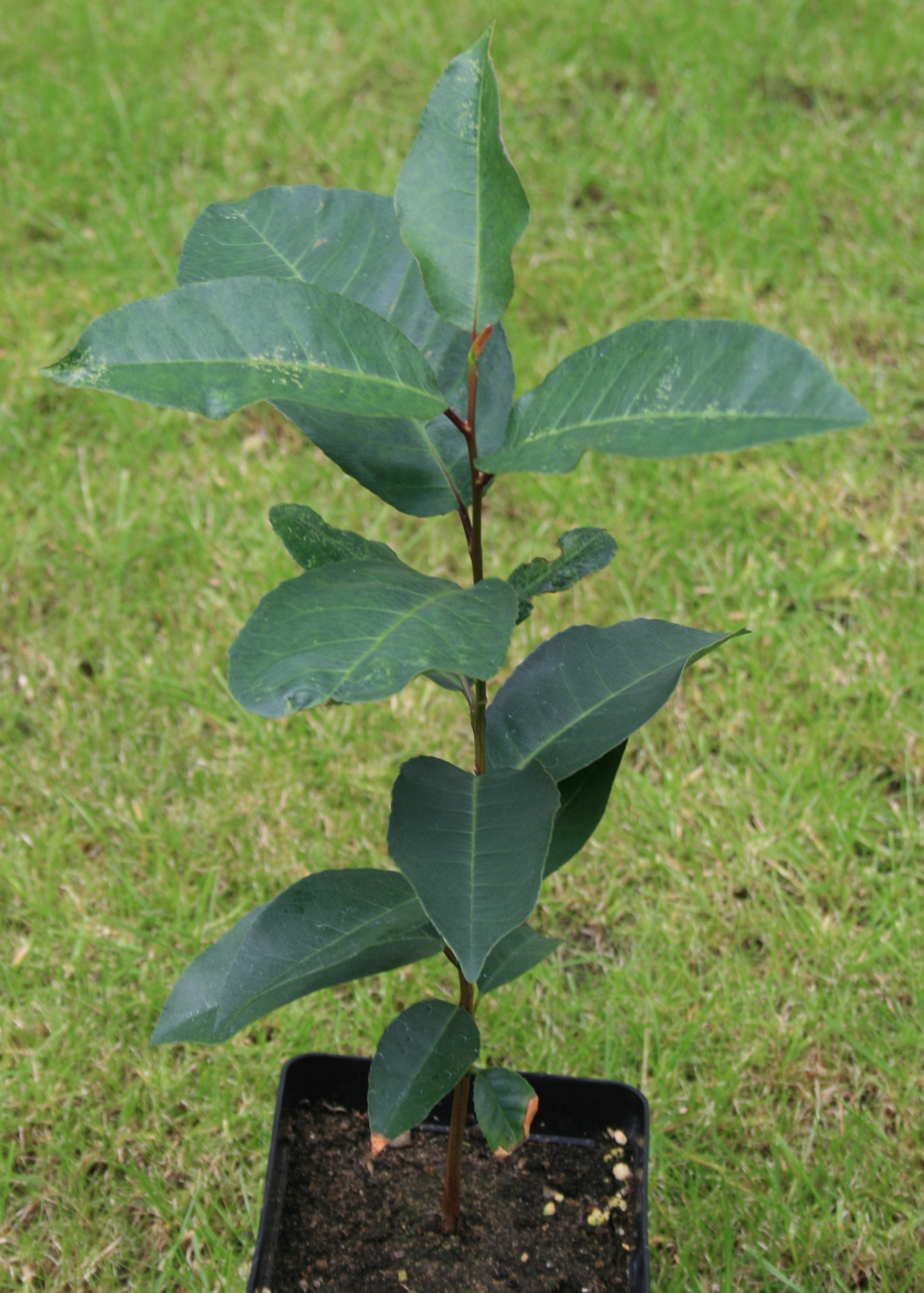
Pousse de Pygeum

Une forêt de Prunus africana s'étend sur 1 664 ha sur les flancs du mont Mbapit.

## Activités

### Tourisme

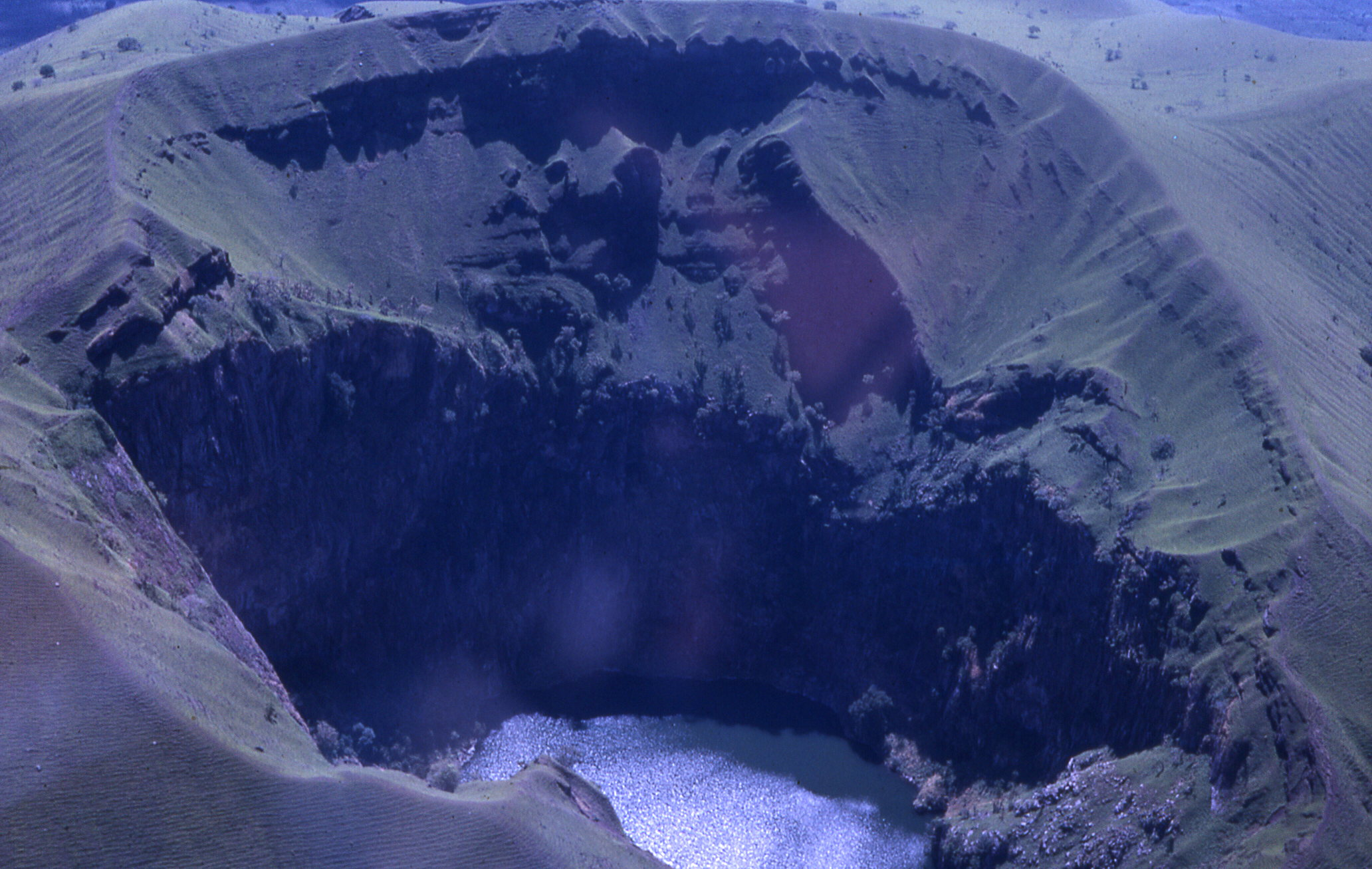
Vue aérienne du lac de cratère du mont Mbapit en 1966.

Situé au sud de la route Bafoussam-Foumban, le site comprend un escalier d'accès au sommet, à environ 2 000 m d'altitude. Le mont Mbapit se présente avec sur la gauche le lac et, à droite, le point culminant, à 1 988 m. Les parois verticales de ce cratère plongent vers le lac 200 mètres plus bas.

## Philatélie
En 1947, la République française émet un timbre de 50 F consacré au mont Mbapit, dans le cadre d'une série consacrée au Cameroun.

Mont Mbapit vue de face

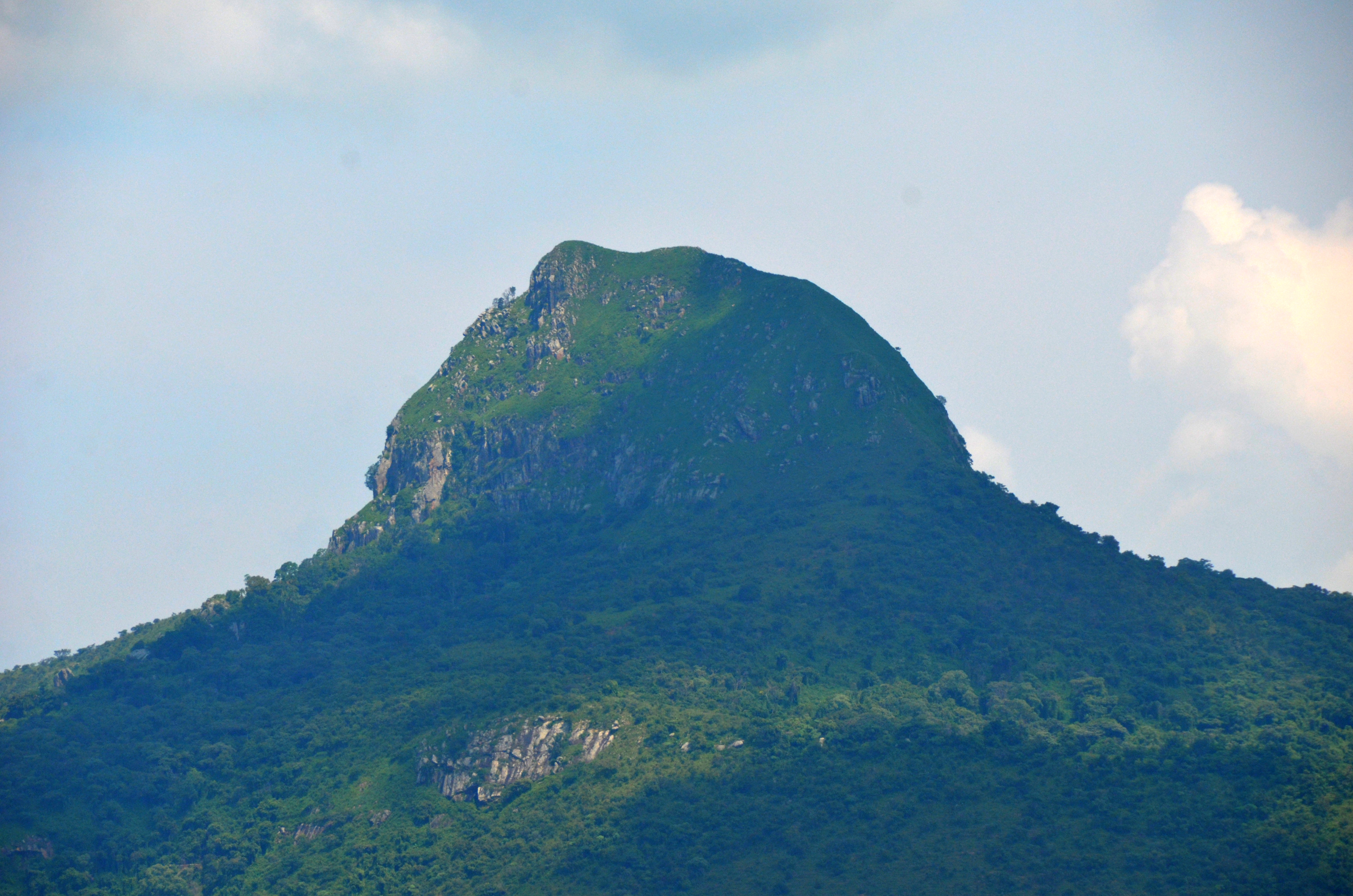
Mont Mbapit, sommet